# Relations entre la Slovaquie et la Tchéquie
Les relations entre la République slovaque et la République tchèque souveraines ont été établies le 1er janvier 1993, date de la dissolution de la République fédérale tchèque et slovaque. La frontière commune entre la République slovaque et la République tchèque compte 197 km de longueur. Il y a environ 200 000 ressortissants slovaques habitant en République tchèque, et environ 46 000 ressortissants tchèques en Slovaquie. Les familles mixtes sont particulièrement nombreuses.

## Historique
Les deux pays voisins ont été plusieurs fois associés par le passé : le premier État à avoir regroupé Tchèques et Slovaques est le royaume de Samo au VIIe siècle. Un deuxième regroupement avec les Tchèques crée la confédération de la Grande-Moravie au IXe siècle, dont l'un des souverains, Rastislav (846-870), demande à l'Empire byzantin l'envoi des missionnaires Cyrille et Méthode pour transmettre en langue slave l'enseignement du Christ. Durant des siècles, les deux pays ont tous deux fait partie de l'empire des Habsbourg, de l'empire d'Autriche et de l'Autriche-Hongrie (les pays tchèques de l'Autriche et la Slovaquie de la Hongrie). Un troisième regroupement forme la Tchécoslovaquie, que les deux pays constituent le 28 octobre 1918 et qui dure, sous différentes formes, jusqu'au 31 décembre 1992.
Leurs relations sont généralement considérées comme « cordiales », voire « très bonnes » dans les médias. La Slovaquie a une ambassade à Prague et un consulat général à Brno, la République tchèque une ambassade à Bratislava et un centre culturel à Bratislava et Košice. Il est habituel que la première visite officielle à l'étranger d'un nouveau chef d'État d'une de ces deux nations soit chez l'autre pays qui a précédemment constitué le pays commun.
Les deux pays font partie de l'OTAN, de l'UE et du groupe de Visegrád (V4), mais seule la Slovaquie a adopté l'euro, à compter du 1er janvier 2009, alors que la Tchéquie a conservé la couronne.